# Tag von Eleusis
Als Tag von Eleusis wird in der althistorischen Forschung der frühe Julitag im Jahr 168 v. Chr. bezeichnet, an dem Gesandte der römischen Republik den Seleukidenkönig Antiochos IV. ultimativ und letztendlich erfolgreich zum Abzug aus dem ptolemäischen Ägypten aufforderten. Das Ereignis markiert damit die endgültige Etablierung der römischen Hegemonie über den östlichen Mittelmeerraum.

## Ausgangssituation
Antiochos IV. hatte 169 v. Chr. im so genannten Sechsten Syrischen Krieg eine ägyptische Invasionsarmee beim Grenzort Pelusion geschlagen. In der Folge dieses Sieges marschierte ein seleukidisches Heer in Ägypten ein, wo es kaum auf nennenswerten Widerstand stieß. Am ptolemäischen Königshof tobten zudem interne Machtkämpfe, die Antiochos ausnutzen konnte: Der Seleukide verständigte sich mit Ptolemaios VI., während sich eine Gegenregierung unter Ptolemaios’ jüngerem Bruder Ptolemaios VIII. formierte und weiter Widerstand leistete. Antiochos, dem die Eroberung Alexandrias nicht gelang, brach aufgrund innenpolitischer Probleme den Feldzug vorerst ab, kehrte aber im Jahr darauf nach Ägypten zurück, wo sich in der Zwischenzeit die zerstrittenen ptolemäischen Geschwister wieder ausgesöhnt hatten.
Am alexandrinischen Hof hatte man sich erfolglos um ein Bündnis mit dem Achaiischen Bund bemüht und setzte nun alle Hoffnungen auf Rom, die neue Hegemonialmacht im östlichen Mittelmeerraum. Die römischen Truppen waren jedoch vorerst noch in Makedonien gebunden, wo Rom gegen König Perseus von Makedonien Krieg führte. Dessen Bündnisersuchen hatte Antiochos bewusst abgewiesen, um die Römer nicht zu provozieren. Dennoch plante er nun offenbar, das Ptolemäerreich so stark wie möglich zu schwächen, wenn nicht ganz zu annektieren. Denn fast zeitgleich mit der erneuten Invasion Ägyptens im Frühjahr 168 v. Chr. wurde auch eine erfolgreich verlaufende Expedition nach Zypern unternommen, das ebenfalls ptolemäisch war.
Antiochos konnte sich ausrechnen, dass Rom einer Vereinigung des Ptolemäerreiches mit dem Seleukidenreich entschieden entgegentreten würde, und so stellte er zunächst nur die Forderung, man sollte ihm Zypern, die Festung Pelusion und das umliegende Land übergeben. Diese (relativ genügsamen) Forderungen trugen wohl auch den seleukidischen „Sicherheitsinteressen“ Rechnung, da so einer weiteren ptolemäischen Invasion vorerst ein Riegel vorgeschoben wurde. In Alexandria ging man darauf aber nicht ein.
Antiochos besetzte daraufhin große Teile Unterägyptens, einschließlich der alten Metropole Memphis, das er kampflos einnahm. Offenbar plante er nun eine dauerhafte Annexion der besetzten Gebiete, da er in Memphis auch einen eigenen Verwalter einsetzte. Ob sich Antiochos auch zum Pharao krönen ließ, ist jedoch unsicher und in der Forschung umstritten. Anschließend rückte er ein zweites Mal gegen Alexandria vor. Der seleukidische Sieg schien kurz bevor zu stehen, als plötzlich eine römische Gesandtschaft eintraf, die sich vorher noch auf Delos befunden und dort von der Invasion erfahren hatte. Zugleich war gerade bekannt geworden, dass die Römer Perseus in der Schlacht von Pydna inzwischen entscheidend besiegt hatten.

## Verlauf
Der Wortführer der Delegation, der angesehene Senator Gaius Popillius Laenas, traf sich Anfang Juli 168 v. Chr. mit Antiochos in Eleusis, einem Vorort von Alexandria. Was nun folgte, ist durch den Bericht des Zeitgenossen Polybios gut belegt: Ohne sich mit diplomatischen Formalitäten aufzuhalten – so ignorierte er den Gruß des Königs und reichte diesem nicht die Hand –, trat Popillius Antiochos entgegen und forderte ihn ultimativ auf, den Krieg sofort zu beenden und innerhalb kürzester Zeit den Rückzug anzutreten. Antiochos IV. war sichtlich überrumpelt und erbat sich Bedenkzeit aus. Da soll Popillius mit einem Stab einen Kreis um den König in den Sand gezogen und ihn aufgefordert haben, hier und jetzt eine verbindliche Antwort zu geben. Sollte er den Kreis verlassen, ohne die erwünschte Antwort gegeben zu haben, befinde er sich im Krieg mit Rom. Zutiefst gedemütigt musste Antiochos zustimmen: Der Krieg wurde beendet und die seleukidischen Truppen zogen aus Ägypten und auch von Zypern ab. Antiochos verließ Ende Juli auf dem Seeweg Pelusion. Ihm war wohl kaum eine andere Wahl geblieben: Auf eine römische Intervention konnte es der König nicht ankommen lassen, wie ihm das Beispiel Makedonien zeigte, wo die antigonidische Monarchie nach Pydna von Rom beseitigt wurde.

## Folgen
Unklar ist, ob Popillius gehofft hatte, mit seinem respektlosen Verhalten einen Krieg mit Antiochos provozieren zu können. Eine Folge dieses äußerst wirkungsmächtigen, aber auch schroffen Vorgehens des Popillius (neben der demütigenden Vorführung des Seleukiden durch Rom) war jedenfalls die eindrucksvolle Untermauerung des römischen Hegemonieanspruchs im östlichen Mittelmeerraum, wo die einstigen hellenistischen Großmächte zu fast ohnmächtigen Statisten degradiert worden waren. Die nachfolgende römische Politik war denn auch darum bemüht, die übrig gebliebenen Mächte zu schwächen, wo immer es ging, und jede Machtverschiebung zu verhindern. Auch die taumelnde ptolemäische Herrschaft über Ägypten wurde noch einmal bestätigt, aber nur um den Preis, von nun an nicht mehr als ein römisches Protektorat zu sein, wenn die Eigenständigkeit auch formal gewahrt wurde. Das Ende dieser Entwicklung war im 1. Jahrhundert v. Chr. erreicht, als zunächst die Reste des Seleukidenreichs in Syrien (64/63 v. Chr.) und schließlich Ägypten (30 v. Chr.) römische Provinzen wurden.